# Ненсі Аллен
Не́нсі А́ллен (англ. Nancy Allen; нар. 24 червня 1950) — американська акторка та модель.

## Життєпис
Народилася 24 червня 1950 року в місті Нью-Йорк, США. Батько Юджин і мати Флоренс Аллен. Має двох старших братів — Джеймс (1944—1994) і Вільям. Батько працював лейтенантом поліції в місті Йонкерс, штат Нью-Йорк. Закінчила нью-йоркську школу сценічних мистецтв «High School of Performing Arts», де займалася танцями.
З 12 січня 1979 по 1984 рік була одружена з режисером Браяном Де Пальмою. 6 вересня 1992 року пошлюбила комедійного актора Крейга Шумейкера і розлучилася з ним у 1994 році. З 1998 по 2007 рік була одружена з будівельним підрядником Ренді Бейлом.

## Кар'єра
Акторську кар'єру почала в 15 років зйомками в телевізійній рекламі, також працювала моделлю. У кіно дебютувала в 1973 році у фільмі «Останній наряд» з Джеком Ніколсоном. У 1976 році зіграла злу школярку Кріс Гарґенсен у фільмі Браяна Де Пальми «Керрі» за романом Стівена Кінга разом з Сіссі Спейсек, Емі Ірвінг та Джоном Траволтою. Спочатку Аллен була обрана на роль Керрі Вайт, але Де Пальма вирішив замінити її на Спейсек, яка, в свою чергу, мала грати Гаргенсен. Знялася у двох фільмах Стівена Спілберга: драмі «Я хочу тримати тебе за руку» (1978), режисером якого був Роберт Земекіс, і комедії «1941» (1979) з Джоном Белуші і Деном Екройдом. У 1980 знялася з Кірком Дугласом у фільмі «Домашні фільми», а також у трилері «Одягнений для вбивства» (1980), режисером якого став її чоловік Брайан де Пальма. У 1981 знову з'явилася на екрані разом з Джоном Траволтою у фільмі Брайана де Пальми «Прокол». У 1984 році виконала головну роль у фантастичному фільмі «Філадельфійський експеримент» з Майклом Паре в головній ролі. У 1987 році Аллен зіграла одну з найвідоміших своїх ролей — офіцерки Енн Льюїс в культовому фантастичному фільмі «Робот-поліцейський» режисера Пола Верховена. У 1990 і 1993 на екран вийшли продовження.
Академія фантастичних фільмів, фентазі і фільмів жахів США номінувала акторку на приз «Сатурн» як найкращу акторку за ролі в картинах «Філадельфійський експеримент» (1984), «Робот-поліцейський» (1987) і як найкращу акторку другого плану в картині «Робот-поліцейський 3»(1993). Ненсі Аллен номінувалася на «Золотий глобус» як нова зірка за роль у картині «Одягнений для вбивства» (1980).

## Фільмографія
| Рік       |    | Українська назва                     | Оригінальна назва                        | Роль                    |
| --------- | -- | ------------------------------------ | ---------------------------------------- | ----------------------- |
| 1973      | ф  | Останній наряд                       | The Last Detail                          | Ненсі                   |
| 1975      | ф  | Насильницьке вторгнення              | Forced Entry                             | турист                  |
| 1976      | ф  | Керрі                                | Carrie                                   | Кріс Хангерсен          |
| 1978      | ф  | Хочу тримати тебе за руку            | I Wanna Hold Your Hand                   | Пем Мітчелл             |
| 1979      | ф  | 1941                                 | 1941                                     | Донна Стреттон          |
| 1980      | ф  | Домашні фільми                       | Home Movies                              | Крістіна                |
| 1980      | ф  | Одягнений для вбивства               | Dressed to Kill                          | Ліз Блейк               |
| 1981      | ф  | Прокол                               | Blow Out                                 | Саллі                   |
| 1983      | ф  | Дивні загарбники                     | Strange Invaders                         | Бетті Вокер             |
| 1983—1984 | с  | Інше життя                           | Another Life                             | Паула Джеймс            |
| 1984      | с  | Театр чарівних історій               | Faerie Tale Theatre                      | Принцеса Єлизавета      |
| 1984      | ф  | По-дружньому                         | The Buddy System                         | Керрі                   |
| 1984      | ф  | Філадельфійський експеримент         | The Philadelphia Experiment              | Еллісон Хейс            |
| 1984      | ф  | Не для публікації                    | Not for Publication                      | Лоїс                    |
| 1986      | тф | Гладіатор                            | The Gladiator                            | Сьюзен Невілл           |
| 1987      | ф  | Солодка помста                       | Sweet Revenge                            | Джилліан Грей           |
| 1987      | ф  | Робот-поліцейський                   | RoboCop                                  | офіцер Енн Льюїс        |
| 1988      | ф  | Полтергейст 3                        | Poltergeist III                          | Патрісія Вілсон-Гарднер |
| 1989      | ф  | Підняти максимальні ставки           | Limit Up                                 | Кейсі Фолс              |
| 1990      | ф  | Робот-поліцейський 2                 | RoboCop 2                                | офіцер Енн Льюїс        |
| 1990      | тф | Спогади про вбивство                 | Memories of Murder                       | Еліс                    |
| 1993      | ф  | Робот-поліцейський 3                 | RoboCop 3                                | офіцер Енн Льюїс        |
| 1993      | тф | Троянди мертві                       | Acting on Impulse                        | Кеті Томас              |
| 1994      | тф | Людина, яка відмовлявся вмирати      | The Man Who Wouldn't Die                 | Джессі Галлардо         |
| 1994      | ф  | Патріоти                             | Les patriotes                            | Катерина Пельман        |
| 1994      | с  | Дотик ангела                         | Touched by an Angel                      | Меган                   |
| 1995      | с  | За межею можливого                   | The Outer Limits                         | Рейчел Роуз             |
| 1995      | с  | Комісар поліції                      | The Commish                              | Джина Рапосо            |
| 1997      | ф  | Проти закону                         | Against the Law                          | Меггі Г'юїтт            |
| 1997      | ф  | Ядерна скеля                         | Dusting Cliff 7                          | Анна Бішоп              |
| 1998      | ф  | Пасажир                              | The Pass                                 | Ширлі Дюпре             |
| 1998      | ф  | Поза увагою                          | Out of Sight                             | Мідж                    |
| 1999      | ф  | Таємниця Анд                         | Secret of the Andes                      | Бренда Віллінгс         |
| 1999      | в  | Діти кукурудзи 666: Айзек повернувся | Children of the Corn 666: Isaac's Return | Рейчел                  |
| 1999      | ф  | Хрещений синок                       | Kiss Toledo Goodbye                      | Медж                    |
| 2001      | ф  | Коло                                 | Circuit                                  | Луїза                   |
| 2001      | с  | Справедлива Емі                      | Judging Amy                              | Гелен Вайт              |
| 2002      | с  | Жіноча бригада                       | The Division                             | Крістіна Огден          |
| 2003      | с  | Закон і порядок: Спеціальний корпус  | Law & Order: Special Victims Unit        | Карін Гілі              |
| 2008      | ф  | Мій Апокаліпсис                      | Quality Time                             | Лінда Севедж            |